# Schläferrochen
Die Schläferrochen (Narkidae (Gr.: „narke“ = Lähmung)) sind eine im westlichen Pazifik und im Indischen Ozean lebende Gruppe der Zitterrochenartigen (Torpediniformes), die je nach Autor den Rang einer Familie oder Unterfamilie, dann Narkinae benannt, bekommt.

## Merkmale
Schläferrochen werden 15 Zentimeter bis einen halben Meter lang. Ihre Körperscheibe ist vorne abgerundet mit üblicherweise einer Rückenflosse auf dem Schwanzstiel. Das Rostrum ist schmal und stabförmig. Die Augen sind klein, das Maul kräftig, sehr kurz und nur wenig vorstreckbar (protraktil). Die Lippen sind mit Knorpel verstärkt, rund um das Maul befindet sich eine flache Nut. An den Seiten des Kopfes befinden sich die elektrischen Organe, die sich aus Muskeln entwickelt haben.

## Gattungen und Arten
Es gibt fünf Gattungen und neun Arten:

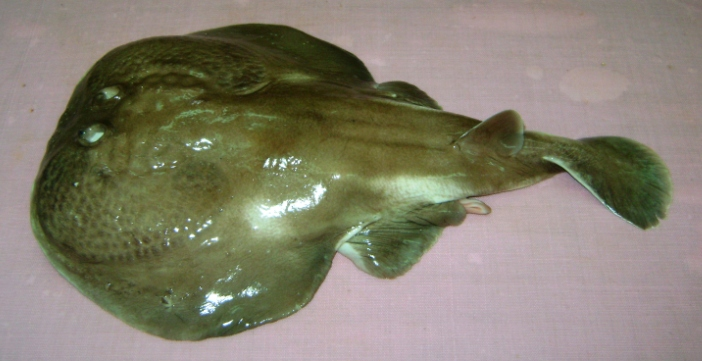
Narke dipterygia

- Gattung Electrolux Compagno & Heemstra, 2007.
  - Electrolux addisoni Compagno & Heemstra, 2007.
- Gattung Heteronarce
  - Heteronarce bentuviai (Baranes & Randall, 1989).
  - Heteronarce garmani Regan, 1921.
  - Heteronarce mollis (Lloyd, 1907).
- Gattung Narke
  - Narke capensis (Gmelin, 1789).
  - Narke dipterygia (Bloch & Schneider, 1801).
  - Narke japonica (Temminck & Schlegel, 1850).
- Gattung Temera
  - Temera hardwickii Gray, 1831.
- Gattung Typhlonarke
  - Typhlonarke aysoni (Hamilton, 1902).